# Церква Різдва Пресвятої Богородиці (Стегниківці)
Церква Різдва Пресвятої Богородиці в Стегниківцях — парафія і храм греко-католицької громади Великобірківського деканату Тернопільсько-Зборівської архієпархії Української греко-католицької церкви в селі Стегниківці Тернопільського району Тернопільської области.

## Історія церкви
Дерев'яна церква в селі діяла ще з козацьких часів. Новий храм збудували у 1898 році за кошти громади. Будівництвом керував о. Модест Дністрянський, який виступив і архітектором, і художником, і різьбярем. У 1906 році церкву освятив митрополит Андрей Шептицький.
Парафія і храм належали до УГКЦ до 1946 року. З 1946 по 1990 рік вони були в складі РПЦ, а у 1990 році знову повернулися в лоно УГКЦ.
Існування храму в часи переслідувань підтримували старші сестриці Йоанна Ремінник і Ганна Дячун, а також Павло Каліщук, який віддав служінню понад 40 років. З 1946 року в церкві дякує колишній в'язень ГУЛАГу Василь Пастернак. 15 жовтня 2006 року на парафії освятили каплицю Пресвятої Богородиці. Значних зусиль для ремонту та оновлення храму докладає голова парафіяльної ради Павло Бойцун.
У грудні 2010 року село відвідали образ Зарваницької Матері Божої та мощі Івана Хрестителя. Тоді ж Святу Літургію провів владика Василій Семенюк, а в храмі відбувалися реколекції.

## Парохи
- о. Антін Осташевський (1832—1841),
- о. Мелетій Романовський (1841),
- о. Модест Дністрянський (1890-ті—1914),
- о. Дроздольський (1914—1923),
- о. Григорій Алиськевич (1924),
- о. Пачовський,
- о. Власенко,
- о. Райх (1924—1939),
- о. Юрій Карпінський (1939—1944),
- о. Василь Процишин (1944—1957),
- о. Омелян Драпінський (1957—1980),
- о. Богдан Михальчук (1987—1990),
- о. Михайло Штабель (1990—1991),
- о. Володимир Ханас (1991—1992),
- о. Володимир Чайківський (1992—1993),
- о. Михаїл Павко (1993—1997),
- о. Мирослав Худяк (з 1997).